# No malo solo incorrecto
No malo solo incorrecto es un documental de 2009 de Ann McElhinney y Phelim McAleer que desafía "An Inconvenient Truth" de Al Gore al sugerir que la evidencia del calentamiento global  no es concluyente y que el impacto que tendrá la legislación sobre el calentamiento global en la industria es mucho más perjudicial para los seres humanos que beneficioso. La película se filmó en 2008 y se proyectó en el Festival Internacional de Cine Documental de Ámsterdam. y en la conferencia RightOnline en 2009.
A pesar de proyecciones anteriores en conferencias políticas conservadoras, los cineastas promovieron un "estreno" el 18 de octubre de 2009. La película intentó romper un récord mundial para el estreno simultáneo más grande, que actualmente está en manos del documental  The Age of Stupid , otro documental sobre el calentamiento global. El sitio web de la película afirma que hubo 6.500 proyecciones en Estados Unidos y 1.500 proyecciones en el extranjero y llegó a 400.000 personas.

## Resumen
La película sostiene que la ciencia detrás de la ciencia del cambio climático no está resuelta.  Not Evil Just Wrong  el fallo del Tribunal Superior británico que encontró nueve errores en el documental de Al Gore, Una verdad incómoda. La película también destaca afirmaciones sobre el Período cálido medieval y la supuesta desacreditación de Stephen McIntyre del gráfico del palo de hockey.
La película también se centra en el impacto de la legislación climática en los condados en desarrollo y las familias promedio en Estados Unidos. La película afirma que una de las primeras restricciones de los ambientalistas a la industria fue cuando se prohibió el DDT, dirigido por Rachel Carson. Según la película,  la prohibición del DDT "... ha provocado innecesariamente la muerte de más de 40 millones de niños y adultos en el mundo en desarrollo".
Luego, la película continúa con un rumbo similar, argumentando que la legislación climática como tope y comercio afectaría negativamente la vida de las familias de ingresos medios y bajos en  América, en particular las que trabajan para la energía y sus trabajos relacionados. Los directores siguen a Tiffany McElhany y su familia en la zona rural de Indiana, para ver cómo los combustibles fósiles les han brindado mejores oportunidades.

## Producción y recepción

### Financiamiento
En 2008, McElhinney y McAleer recaudaron casi € 799,000 de inversionistas inmobiliarios, pero dijeron que necesitaban un total de $ 4.5 millones para un estreno cinematográfico. Después de que el Irish Film Board rechazara la financiación de la película, los realizadores comenzaron a recibir donaciones en línea. La película no logró encontrar un distribuidor comercial.

### Producción
El documental se ha destacado por tener un estilo muy similar a los documentales de Michael Moore mediante el uso de imágenes de archivo de películas antiguas, dibujos animados y argumentos basados en clases. Se ha citado a McAleer diciendo: "No estaría haciendo documentales si no fuera por Michael Moore", dice. "Él despertó mi interés y el interés de la gente por los documentales. También ha hecho aceptable que la gente vaya al cine y vea documentales. Odio decirlo, pero todos somos hijos de Michael Moore".

### Recepción
Mother Jones  publicó un artículo muy crítico sobre la película. Stephanie Mencimer escribió que "la película está mal organizada y repite los puntos de conversación familiares de los escépticos del cambio climático: el calentamiento global como mala ciencia; las preocupaciones climáticas como histeria similar a la de las abejas asesinas, etc. Los sospechosos habituales, incluidos Patrick Moore, el fundador de Greenpeace convertido en cabildero de la energía nuclear y político británico de la era Thatcher Nigel Lawson ".
La Heritage Foundation celebró una fiesta de estreno, donde también se transmitió en Ustream y el canal American Family Association. "Puede que por fin tengamos a nuestro Michael Moore", dijo Fred Smith, de la  AFA, "¡Un Michael Moore virtuoso!" Suzanne Fields del  Washington Times  dijo, "La película de Ann McElhinney se enfoca en personas (no osos polares) cuyos cheques de pago y familias dependen de la energía generada por carbón, y cuyos intereses generalmente se ignoran en estadísticas abstractas. " La "Opinión en línea", dijo que la película se destacó "al señalar los absurdos y las grandes contradicciones en el miedo actual sobre el calentamiento global".

## Educación equilibrada para todos
En 2010, los directores de "Not Evil Just Wrong" se unieron al Foro de Mujeres Independientes para lanzar una Educación Equilibrada para Todos (BEE), que promueve la educación equilibrada en escuelas públicas sobre ciencia climática. El programa sugiere que si "Una verdad incómoda" se muestra en las aulas, entonces "Not Evil Just Wrong" también debería mostrarse para ofrecer a los estudiantes un plan de estudios más amplio sobre el debate climático. Los directores también crearon una guía educativa para enseñar sobre el cambio climático, además de ofrecer el DVD gratuito a las aulas.

## Eventos posteriores
Mother Jones informó posteriormente que el esposo de Tiffany McElhany, la mujer de Indiana destacada en la película como en riesgo de perder su nivel de vida si se promulgaban controles sobre el carbono, fue despedido de su trabajo en una planta de autopartes. "Resulta que la historia de McElhany también es más complicada de lo que Not Evil te haría creer. Ella es, con mucho, el personaje más cautivador del documental, y parece preparada para convertirse en una heroína menor para la multitud del Tea Party. De la recompensa que el carbón ha traído a Vevay, cuando la contacté para esta historia, me reveló que su esposo fue despedido en marzo y ha estado desempleado desde entonces. Parece que muchos trabajos sucios de la industria han desaparecido sin ninguna ayuda de los ambientalistas ".